# Віктор Кемула
Ві́ктор Кему́ла (пол. Wiktor Kemula; 6 листопада 1902, Ізмаїл, Російська імперія — 17 жовтня 1985, Варшава, Польська Народна Республіка) — польський фізико-хімік, дослідник в галузі електрохімії. Президент Польського хімічного товариства (1955—1959, 1972—1974), член Польської академії наук (1956).

## Біографія
Віктор Кемула народився у польській сім'ї поза межами Польщі (у той час — Королівства Польського), в Бессарабії, оскільки його батько був змушений полишити домівку у Казімежі-Велькій після участі в антиурядових виступах. У рідному Ізмаїлі він закінчив початкову і середню школи із високими оцінками. У школі викладання велося російською мовою, а після переходу регіону під контроль Румунського королівства у 1918 — румунською, тому Віктор володів ними обома. Вдома він додатково вивчав французьку та німецьку мови, вчився грі на піаніно.
По завершенню школи Кемула вирушив для здобуття вищої освіти до Львівського університету імені Яна Казіміра. Паралельно із навчанням він підробляв грою на піаніно у кінотеатрах, де відбувалися покази німого кіно, таким чином заробляючи гроші, близькі до заробітків професора в університеті.
На другому курсі він отримав місце асистента у лабораторії польського хіміка Станіслава Толлочко, завідувача кафедри неорганічної хімії. У віці 25 років він здобув ступінь доктора філософії за роботу із фотохімії вуглеводнів. По завершенню навчання Кемула отримав стипендію на продовження наукової діяльності за кордоном, для чого переїхав до Лейпцига, влаштувавшись до лабораторій Фріца Вейгерта і Петера Дебая на базі Лейпцизького університету. Однак невдовзі Толлочко запросив його до Праги, де в новому для хімії напрямку електрохімічних методів аналізу займався чеський фізико-хімік Ярослав Гейровський. Кемула захопився цією тематикою і у 1932 році здобув ступінь доктора наук за дослідження полярографії.
У 1935 році він повертається до Львова, де у Львівському університеті очолює кафедру фізичної хімії. У середині 1939 року його було призначено завідувачем кафедри неорганічної хімії Варшавського університету, однак із початком Другої світової війни німецька окупаційна влада зачинила освітні заклади, тому Кемула зміг продовжити діяльність на цій посаді лише по завершенню війни. У 1947—1950 роках він обіймав посаду декана факультету природничих наук.
Прихід польських комуністів до влади негативно позначився на роботі Кемули. Побувавши у 1949 році у Великій Британії з метою закупівель обладнання для своїх лабораторій, він був звинувачений польськими спецслужбами у шпигунстві. І хоч самому йому вдалося уникнути реального покарання, за аналогічні звинувачення кількох його колег по хімічному факультету було заарештовано. Такі підозри завадили Кемулі у 1951 році стати членом Польської академії наук попри повну відповідність критеріям (статус члена йому надали лише у 1956 році). Робота в його лабораторіях не могла розвиватися разом із науковим прогресом, оскільки у тогочасній Польщі публікація закордонних фахових статей і видань була критично обмеженою.
Після політичної кризи 1968 року та наступних змін в академічній сфері Кемулу було усунуто з посади в університеті. Влаштуватися він зміг лише до Інституту фізичної хімії Польської АН, де очолив відділ фізико-хімічних методів аналізу, який був створений у 1964 році на базі однієї з його лабораторій. У 1981 році, після пом'якшення політичної ситуації, Варшавський університет все ж відзначив внесок Віктора Кемули присвоєнням йому звання Почесний доктор.

## Наукова робота
Кемула був одним з піонерів у дослідженні фотохімії вуглеводнів у газовій фазі, зокрема радикальних реакцій. Досліджував дію ультрафіолетового світла на алкани та їхні хлоропохідні. Відкрив реакцію фотополімеризації ацетилену до бензену.
Однак основний внесок стосується полярографії, який він розпочав під керівництвом Ярослава Гейровського. Зокрема, ним була розроблена модифікація методу — «висяча ртутна крапля». При дослідженні цієї теми він також розробив новий метод аналізу — хроматополярографію.
Кемула є автором посібників «Неорганічна хімія» (1957), «Емісійний спектральний аналіз» (1958, спільно зі С. Толлочко). Загальний науковий доробок Кемули становить близько 400 публікацій. Під його керівництвом було захищено понад 30 докторський дисертацій.